# Abell 74
Abell 74 ist ein planetarischer Nebel mit geringer Flächenhelligkeit im Sternbild Fuchs. Es wird angenommen, dass der Nebel etwa 2.150 Lichtjahre von der Erde entfernt ist.